# Квинт Педуцей Присцин
Квинт Педуцей Присцин (лат. Quintus Peducaeus Priscinus) — римский государственный деятель второй половины I века.
Присцин происходил из рода, известного ещё во времена Римской республики. Его отцом был либо префект Египта 70 года Луций Педуцей Колон, либо прокуратор Азии в правление императора Клавдия Луций Педуцей Фронтон. Его братом, по всей видимости, был консул-суффект 89 года Марк Педуцей Сениан. В 93 году Присцин занимал должность ординарного консула вместе с Секстом Помпеем Коллегой. Возможно, в начале правления Траяна он находился на посту проконсула Азии. Его сыном был консул 110 года Марк Педуцей Присцин.